# 威利·威爾森
威利·詹姆斯·威爾森（英語：Willie James Wilson，1955年7月9日—），為前美國職棒大聯盟的外野手，生涯曾效力於皇家、運動家與小熊等隊。他生涯累積668次盜壘成功，至今仍在大聯盟排名第12名。

## 職業生涯

### 生涯初期
1974年美國職棒大聯盟選秀，威爾森在首輪第18順位被皇家選走。1976年，他在2A繳出2成53的打擊率，並在9月直升大聯盟。他主要以代跑身分上場，僅在倒數第二場比賽上場先發。該年他6打數僅敲出1支安打，並上演2次盜壘成功。
1977年，威爾森從3A開季。他在3A繳出2成81的打擊率，並敲出4轟與47分打點，還上演74次盜壘成功。他再度在9月被叫上大聯盟，打擊率為3成24。
1978年，這是威爾森第一個大聯盟完整球季。他和Tom Poquette、Clint Hurdle跟Joe Zdeb共同分擔左外野的工作。整季他的打擊率為2成17，並打回16分打點。他在1978年美國聯盟冠軍賽出賽3場比賽，但4打數僅敲出1支安打。最後皇家1勝3敗被洋基淘汰。

### 職業中期
1979年，威爾森成為球隊的四號外野手。整季他的打擊率為3成15，並敲出6轟與49分打點。防守方面，他的守備範圍指數和刺殺數都是聯盟最高。
1980年，阿莫斯·歐提斯因受傷錯過開季，讓威爾森獲得了大量先發機會。他在195次守備機會只發生一次失誤，也因此威爾森在歐提斯傷癒回來後仍能移防左外野。整季他的打擊率為3成26，並敲出3轟、49分打點與79次盜壘成功。而他單季705個打數一直到2007年才被吉米·羅林斯打破，而他在這年成為大聯盟史上首位以左右打各敲出100支安打的球員。他在MVP票選上拿下第四名，寫下生涯最佳，並同時獲選金手套獎與銀棒獎。
皇家在1980年美聯冠軍賽3連勝橫掃洋基，不過威爾森在世界大賽的打擊率只有1成54，並吞下了當時創世界大賽紀錄的12次三振。後來該紀錄在2009年才被萊恩·霍華德打破。
1981年，威爾森繳出3成03的打擊率，他在美聯分區賽的打擊率為3成08，但僅一次盜壘成功，最後球隊被橫掃淘汰。1982年，他繳出3成32的打擊率，並敲出3轟與46分打點。雖然皇家未能晉級季後賽，但威爾森不僅拿下打擊王，還入選明星賽和獲選銀棒獎。1983年，威爾森只有2成76的打擊率，並敲出2轟與33分打點。但他還是以59次盜壘成功入選明星賽。
球季結束後，威爾森與其他幾位隊友陷入了禁藥疑雲。他們成為第一批被判刑關入監獄的現役棒球員。威爾森一度被禁塞一整年，不過後來禁令取消。隨著其他隊友陸續被交易或是被釋出，只有威爾森安穩的繼續待在皇家。整季他的打擊率為3成01，並敲出2轟與44分打點。

### 皇家後期
1985年，威爾森繳出2成78的打擊率，並敲出4轟與43分打點。他還上演43次盜壘成功與21支三壘安打。他在美聯冠軍賽和世界大賽的打擊率分別為3成10和3成67，最後成功幫助球隊拿下隊史首冠。
威爾森後來在皇家繼續待了5個球季，1986年，他敲出9轟寫下個人單季新高。不過他在1989年開始因為傷勢導致表現漸漸下滑。1990年，該年他的守備率是完美的1。

### 奧克蘭運動家
1990年12月3日，威爾森加盟運動家。他在球隊擔任四號外野手，整季打擊率為2成38，並打回28分打點與20次盜壘成功。
1992年，Dave Henderson受傷幾乎整季報銷，因此威爾森獲得大量出賽機會。整季打擊率為2成70，並打回37分打點與28次盜壘成功。1992年美國聯盟冠軍賽，威爾森上演7次盜壘成功，追平盧·布羅克的單一季後賽盜壘紀錄。但威爾森整個系列賽的打擊率僅有2成27，最終運動家2勝4敗不敵藍鳥。

### 芝加哥小熊
1992年12月18日，威爾森以2年合約加盟小熊。他與Dwight Smith輪流擔任小熊的先發中外野手。後來因為薩米·索薩不站在右外野，因此換他與威爾森輪流擔任中外野手。整季威爾森繳出2成58的打擊率，並敲出1轟與11分打點。整季他僅上演7次盜壘成功，為生涯新低。1994年，威爾森僅出賽17場比賽，繳出2成38的打擊率。最後他在5月16日遭到釋出，結束他的大聯盟生涯。
威爾森生涯累積668次盜壘成功，為全大聯盟史上第12名。而他生涯共敲出13支場內全壘打，為1950年後單一球員最多的紀錄。他生涯5次單季打擊率突破3成，5次拿下聯盟三壘安打王，歷史上只有4人能做到。此外，他生涯守備率也有9成87。

## 生涯打擊成績
| 出賽次數 | 打席 | 打數 | 得分 | 安打 | 二安 | 三安 | 全壘打 | 打點 | 盜壘 | 保送 | 三振 | 打擊率 | 上壘率 | 長打率 | OPS  |
| -------- | ---- | ---- | ---- | ---- | ---- | ---- | ------ | ---- | ---- | ---- | ---- | ------ | ------ | ------ | ---- |
| 2154     | 8317 | 7731 | 1169 | 2207 | 281  | 147  | 41     | 585  | 668  | 425  | 1144 | .285   | .326   | .376   | .702 |

## 個人生活
威爾森在1995年和1997年於藍鳥隊擔任教練，他在2000年入選皇家隊名人堂。2003年，威爾森在加拿大棒球聯盟執教，但該聯盟於季中解散。2009年，他在堪薩斯市與獨立聯盟球隊簽下一日合約，並宣布正式退休。

## 外部連結
- 球員資訊和成績在MLB，ESPN，Baseball-Reference，Fangraphs（英文）